# Instituto Lauro de Souza Lima
O Instituto Lauro de Souza Lima é uma instituição de pesquisa pública, vinculada à administração direta da Secretaria de Estado da Saúde do Governo do Estado de São Paulo, localizado na cidade de Bauru, na região centro-oeste do Estado de São Paulo. Inserido na Coordenadoria de Serviços de Saúde se dedica ao desenvolvimento de pesquisa, assistência clínica e ações de ensino na área de doenças dermatológicas, especialmente da hanseníase.

## História

Complexo de lazer destinado aos pacientes do Asilo Colônia Aimorés, com destaque para o Cassino e Praça do Coreto

No Brasil, as políticas públicas voltadas à hanseníase datam do início do século XX, até então as ações de profilaxia eram encabeçadas de forma particular por instituições religiosas e beneficentes. As políticas lideradas pelos Estados e União tiveram seu marco com o Decreto n.º 16.300, de 31 de dezembro de 1923, quando o então Presidente da República Artur Bernardes, entre diversas medidas relaciona às doenças infectocontagiosas, instituiu a internação compulsória das pessoas acometidas pela hanseníase, na época ainda conhecida como lepra, em instituições destinadas ao isolamento total desses doentes, esses locais foram denominados leprosários.

Dessa forma, em 1927 no centro-oeste do estado de São Paulo, o Congresso Regional da Noroeste, grupo formado por autoridades e prefeitos da região, idealizaram um abrigo para os hansenianos, formando o Convênio das Municipalidades, que tinha por objetivo arrecadar fundos para comprar terras e construir um leprosário. O terreno foi adquirido na cidade de Bauru e após insuficiência de recursos por parte do convênio foi incorporado pelo Serviço Sanitário do Estado de São Paulo, que então em 1933 inaugurou o Asilo Colônia Aimorés.

Vista aérea do antigo Asilo Colônia Aimorés

O Asilo Colônia Aimorés ocupava uma área de cerca de 400 alqueires com arquitetura inspirada no modelo norte-americano de pavilhões do hospital de Carville, sendo rigorosamente separada em ‘zona sã’ e ‘zona doente’. A instituição havia sido projetada para ser autossuficiente, assim existiam espaços destinados ao trabalho, como as zonas de agropecuária, fabricas e oficinas, locais para proporcionar aos internos momentos de lazer, com praças, jardins, quadra esportiva e o Cassino Cine-teatro , esse último destinado a exibição de filmes, peças teatrais e salão de baile. Em 1944, chegou a abrigar cerca de 1500 pacientes, o que extrapolava em quase 60% sua capacidade de internação.

Antigo portal de entrada do Asilo Aimorés

Em 1949 o Asilo Colônia Aimorés foi transformado em Sanatório Aimorés e com a reorganização da Secretaria de Saúde do Estado de São Paulo, em 1969, passou a se chamar Hospital Aimorés de Bauru. Em 1974, homenageando um dos grandes hansenologistas do Brasil o hospital foi novamente renomeado, passando a se chamar Hospital Lauro de Souza Lima. A partir de 1989, com o decreto nº 30.521 de 02/10/1989 o hospital foi transformado em Instituto de Pesquisa e passou a ser denominado Instituto Lauro de Souza Lima.
Ao longo dos anos o  o Instituto Lauro de Souza Lima se tornou um centro de referência na área de Dermatologia Geral, em particular da hanseníase, para a Secretaria de Saúde do Estado de São Paulo, Ministério da Saúde e a Organização Mundial da Saúde (OMS). No sentido de cumprir o que prevê o seu decreto de criação, a Instituição, atualmente, desenvolve tríplice função, baseada em promover pesquisa, ensino e assistência.
A Organização Mundial da Saúde, em 1980, conferiu à Instituição o título de Centro Colaborador da OMS para a Formação de Pessoal no Controle e Pesquisa da Hanseníase (prioritariamente em países de língua portuguesa), sendo suas funções apoiar a OMS em:
- Contribuir para a rede global de vigilância da resistência aos medicamentos contra hanseníase;
- Apoiar o desenvolvimento de experiência clínica, laboratorial e de reabilitação para o programa de controle da hanseníase;
- Promover a implementação do Programa Global de Hanseníase e resposta estratégica às prioridades regionais no controle da hanseníase, e;
- Contribuir e apoiar a preservação da memória da hanseníase para a região das Américas.

Esse elenco de atividades desenvolvidas no campo da pesquisa, ensino e assistência, faz hoje do Instituto Lauro de Souza Lima centro de referência nacional e internacional na região das Américas em hanseníase. Por meio da Resolução nº 220 de 14 de julho de 1993, da Secretaria de Saúde do Estado de São Paulo, ficou instituído a hierarquização das ações de controle de hanseníase no Estado, que devem obrigatoriamente considerar o Instituto Lauro de Souza Lima como centro responsável e de maior resolutividade.

## Pesquisa e ensino
No campo da pesquisa, o Instituto Lauro de Souza Lima através da sua equipe multidisciplinar trabalha a hanseníase em todas as suas vertentes e tem desempenhado um papel de destaque como produtor e disseminador do conhecimento para diagnóstico, tratamento, prevenção e controle da hanseníase. Suas pesquisas são de caráter básico, translacional e aplicado, além de manter relevantes parcerias com instituições nacionais e internacionais.

### Linhas de pesquisa

#### Cursos
No que se refere ao ensino, a Instituição oferece desde a década de 1960 cursos de curta duração à profissionais da saúde que atuam na Atenção Primária, sobre os seguintes temas: Curso de Noções Básicas de Hansenologia; Curso de Coloração e Leituras de Lâminas; Curso de Educação em Hanseníase; Curso de Baciloscopia e Curso de Prevenção de Incapacidades.
No campo da pós-graduação profissional, o Instituto oferece os cursos de Residência Médica em Dermatologia em parceria com a Sociedade Brasileira de Dermatologia e cursos Lato sensu, Especialização Multiprofissional em Assistência Dermatologia, para profissionais das áreas de Enfermagem, Psicologia, Fisioterapia, Biologia, Biomedicina e Farmácia Bioquímica e o curso de Especialização Neurofisiologia Clínica.
Anualmente a instituição também oferece vagas para estágio curricular obrigatório não remunerado para alunos da área da saúde de diversas instituições de ensino, em nível médio, médio profissionalizante, superior, internato de medicina e pós-graduação Lato sensu, de unidades de ensino públicas, filantrópicas ou privadas.

#### Biblioteca e Museu

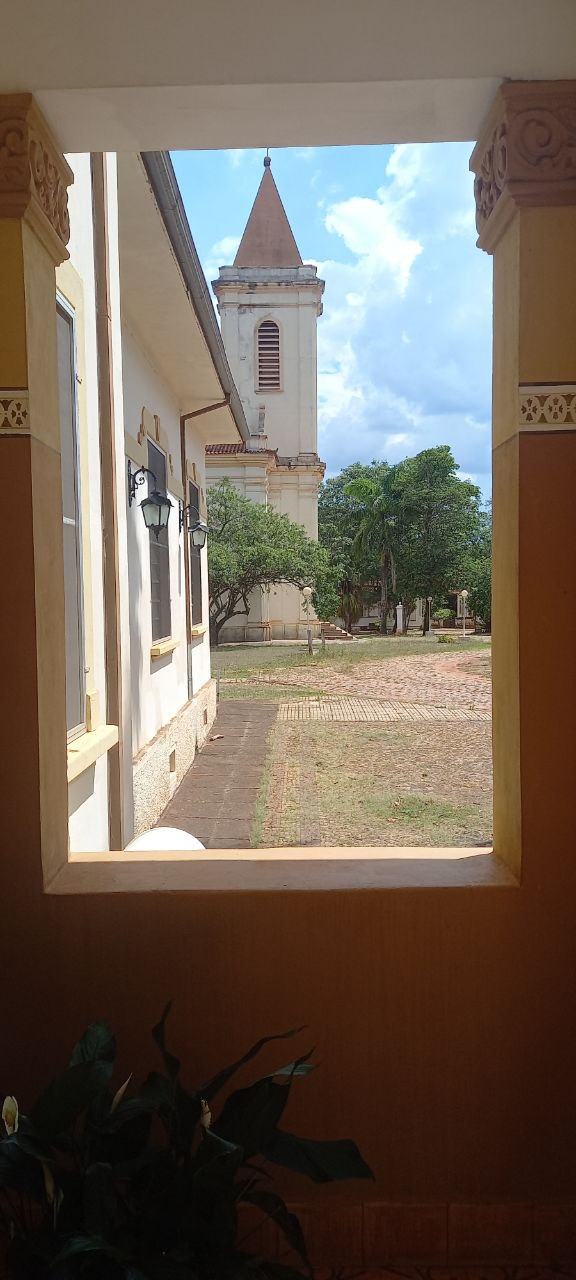
Vista da Igreja pela entrada do Museu Silas Braga Reis

A Biblioteca e Centro de Documentação Luiza Keffer foi criada pelo decreto 1989. Constitui-se por uma biblioteca pública e especializada que tem como objetivo principal contribuir para o desenvolvimento dos programas de treinamento, pesquisa e ensino no campo de dermatologia geral, hanseníase e assuntos relacionados, mediante a provisão de informação técnico-científica aos profissionais envolvidos, além de preservar e disseminar documentos que tratem sobre a história e aspectos sociais enfrentados pelos pacientes acometidos pela hanseníase no Brasil e no mundo.
São atribuições da Biblioteca reunir, organizar e disseminar informações contidas em seu acervo, visando atender a consultas, estudos e pesquisas dos usuários; realizar tratamento exaustivo nos documentos ampliando os recursos de disponibilização e recuperação da informação; e ser o espaço de integração da comunidade, oferecendo um ambiente confortável e agradável de convivência, troca de conhecimentos e experiências.
Biblioteca e Centro de Documentação Luiza Keffer mantêm em seu acervo cerca de 25 mil materiais bibliográficos e iconográficos (livros, teses e dissertações, monografias, materiais não convencionais, obras de caráter raro ou especial, títulos de periódicos científicos, materiais audiovisuais, fotografias e slides clínicos). Esse acervo constitui uma das coleções mais completas e ricas sobre hanseníase no mundo, seja pelo seu aspecto histórico, social ou científico, sendo, dessa forma, considerado referência na área para organizações como a Secretaria de Estado da Saúde de São Paulo, Ministério da Saúde, Organização Pan-americana da Saúde e Organização Mundial da Saúde.
Além dos serviços convencionais oferecidos presencialmente, a equipe também coordena a Biblioteca Virtual em Saúde Hanseníase, criada em 2007 por iniciativa do Instituto Lauro de Souza Lima, em cooperação com  a BIREME/OPAS/OMS  e com o respaldo das instituições nacionais e internacionais com maior expertise na área, tem o objetivo de reunir, organizar e disseminar a produção científica produzida, colaborando com ações no desenvolvimento de estudos e pesquisa que contribuam para a preservação da história, prevenção e tratamento da hanseníase.
O Museu Silas Braga Reis, fundado em 2004, está localizado em meio ao conjunto arquitetônico do antigo Asilo Colônia Aimorés, no prédio do então Cassino e Cine-teatro. A área foi reconhecida como importante bem cultural de interesse histórico, arquitetônico, artístico, turístico, paisagístico e ambiental pelo Conselho de Defesa do Patrimônio Histórico, Arqueológico, Artístico e Turístico do Estado de São Paulo, o CONDEPHAAT, tendo sido tombado como patrimônio histórico em 2016. Atualmente o Museu Silas Braga Reis mantém uma exposição permanente e de visitação gratuita sobre a história do Instituto Lauro de Souza Lima. 

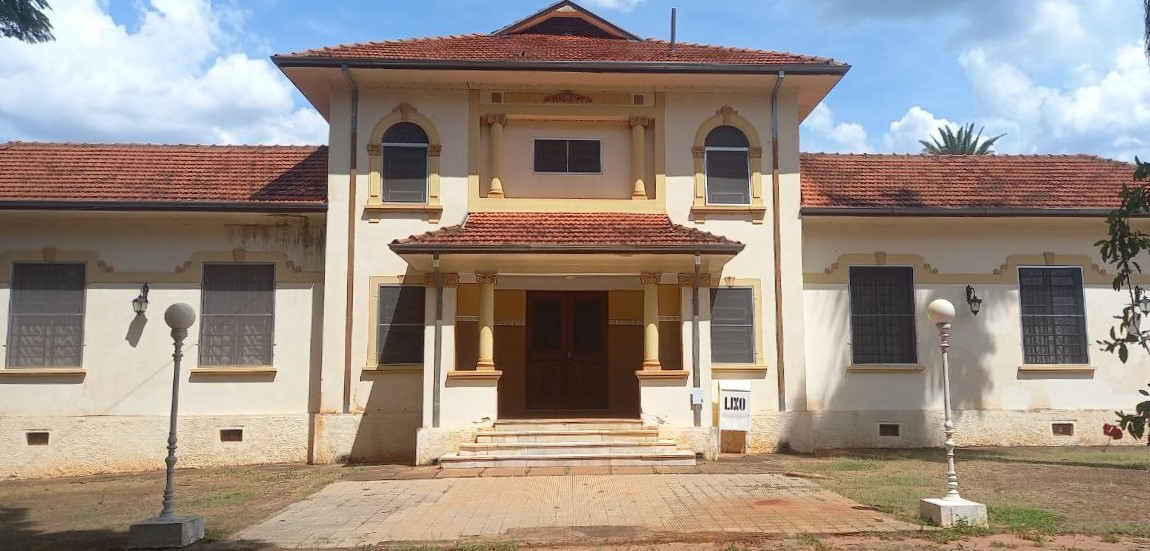
Vista da entrada do Museu Silas Braga Reis

#### Publicações e produção científica
A Revista  Hansenologia Internationalis: hanseníase e outras doenças infecciosas  é um periódico científico veículo oficial de divulgação científica, multidisciplinar e de acesso aberto do Instituto Lauro de Souza Lima. O objetivo da revista é divulgar a publicação científica no campo da hanseníase e de outras doenças infecciosas com manifestações dermatológicas, incluindo, epidemiologia e controle, clínica médica e terapêutica, prevenção de incapacidades e reabilitação, história, direitos humanos, ciências sociais e educação em saúde, biologia molecular e genética, imunologia e microbiologia, gestão, inovação tecnológica em saúde, dermatopatologia e neurodiagnóstico da hanseníase.
A produção científica do Instituto Lauro de Souza Lima, desde sua transformação em instituto de pesquisa, é bastante relevante e se encontra indexada na Biblioteca Virtual em Saúde Rede de Informação e Conhecimento (BVS RIC), unidade regulamentada como depósito legal de toda a produção científica e acadêmica da Secretaria de Estado da Saúde de São Paulo. No período de 1989 a 2022, foram identificados 984 registros de documentos produzidos com afiliação ao ILSL, que compreendem cerca de 5% de toda a produção científica da SES-SP no âmbito dessa fonte de informação.
Ao longo dos seus 90 anos de história, o  Instituto Lauro de Souza Lima se consolidou como participante ativo na produção científica em hanseníase, em âmbito nacional e internacional, além de registrar o impacto de sua produção na comunidade científica, ampliando a visibilidade do Brasil e da América Latina, como importante produtor em ciência na área da hanseníase.

## Assistência
A instituição se configura como centro de especialidade em dermatologia e proporciona aos pacientes atendimento clínico ambulatorial e cirúrgico, com ambulatório especializado em hanseníase, além de desenvolver abordagem de tratamento multiprofissional. Para o estado de São Paulo e para as instituições parceiras realiza exames laboratoriais complementares na área de hanseníase, a exemplo: baciloscopia, histopatologia e inoculação experimental de camundongos para avaliação da viabilidade bacilar e diagnósticos fenotípicos de resistência às drogas Dapsona e Rifampicina (modelo de Shepard.)